# 김명순 (1759년)
김명순(金明淳, 1759년 - 1810년 7월 24일)은 조선 후기의 문신, 정치인이다. 자(字)는 대숙(大叔), 본관은 (신)안동이다. 1801년(순조 1년), 별시문과(別試文科)에 갑과(甲科)로 급제하여 이조참판에 이르렀다. 순조의 국구 김조순(金祖淳)과는 6촌간이다.

## 생애
김창집의 4대손으로, 김제겸의 증손이며 김달행의 손자이다. 생부는 김이기인데 증 의정부좌찬성에 추증된 김이경의 양자로 입양되었다. 순원왕후의 친족으로, 김제겸의 다른 아들인 김성행의 손자 김조순과는 6촌간이 된다.
음보로 출사하여 현감(縣監)으로 재직 중 1801년(순조 1년), 별시문과(別試文科)에 갑과(甲科)로 급제하였다. 그 뒤 그해에 특별히 당상관으로 승진하여 1801년(순조 1년) 경연관(經筵官)에 발탁되고, 10월 9일 호조참의(戶曹參議), 1802년 2월 25일 승지(承旨) 등을 지냈다.
1803년 사간원대사간(司諫院大司諫), 1804년 이조참의(吏曹參議) 등을 거쳐 1807년 11월 5일 호조참판(戶曹參判)이 되고 12월 18일 승지가 되었다. 1808년 이조참판(吏曹參判), 1809년 비변사당상을 거쳐 가의대부(嘉義大夫)로 승진, 다시 이조참판이 되고, 그해 4월 18일 비변사 당상, 11월 승정원도승지(承政院都承旨), 1810년(순조 10년) 3월 함경도관찰사(咸鏡道觀察使)로 부임하였다. 그해 7월 24일 함경도관찰사로 근무 중 사망하였다.

## 가족 관계
- 고조부 : 김창집(金昌集)
  - 증조부 : 김제겸(金濟謙)
    - 할아버지 : 김달행(金達行)
      - 고모 : 김씨
      - 고숙 : 이득상(李得祥)
      - 고모 : 김씨
      - 고숙 : 송재위(宋載緯)
      - 숙부 : 김이중(金履中)
      - 양아버지 : 김이경(金履慶)
      - 양어머니 : 경주 박씨, 박성순(朴聖淳)의 딸
        - 부인 : 평산 신씨, 신광온(申光蘊)의 딸
          - 장남 : 김홍근(金弘根, 1788년 12월 13일 - 1842년 11월 6일)
            - 손자 : 김병계(金炳溎, 1824년 ~ 1855년)
              - 증손 : 김성균(金性均, 1846년 ~ ?)

            - 손자 : 김병주(金炳㴤) - 김유근에게 입양됨

          - 차남 : 김응근(金應根, 1793년 - 1863년)
            - 손자 : 김병시(金炳始)
              - 증손 : 김용규(金容圭, 1864년 - ?)

          - 삼남 : 김흥근(金興根, 1796년 - 1870년)
          - 자부 : 심씨, 심능직(沈能直)의 딸
            - 손자 : 김병덕(金炳德, 1825년 1월 15일 - 1892년 6월 22일)
              - 증손 : 김조균(金祚均, 1862년 - ?)

          - 사남 : 김칭근(金稱根)

      - 친아버지 : 김이기(金履基)
      - 친어머니 : 전주 이씨, 이용(李鎔)의 딸
        - 형님 : 김용순(金龍淳)

    - 외조부 : 박성순(朴聖淳)
      - 장인 : 신광온(申光蘊)

## 같이 보기
| - 김조순 - 김달순 - 김창집 - 김제겸 - 김성행 - 순원왕후 - 효현왕후 - 김홍근 - 김응근 - 김창집 - 김성행 | - 김응근 - 김문근 - 김좌근 - 철인왕후 - 김병기 - 김병덕 |